# José Antônio dos Reis
José Antônio dos Reis (São Paulo, 10 de junho de 1798 — Cuiabá, 11 de outubro de 1876), foi um bibliotecário e prelado da Igreja Católica brasileiro, bispo de Cuiabá. 
Cuidou da Biblioteca do Convento dos Franciscanos que foi anexada à Faculdade de Direito da Universidade de São Paulo, a mais antiga da universidade e, por isso, é considerado o primeiro bibliotecário público de São Paulo. Fez também parte da primeira turma da Academia de 1828.

## Biografia

### Vida inicial
Nascido em São Paulo, seus pais eram Francisco Mendes de Oliveira e Ana Maria Franca. Era mulato, ficando cedo órfão, tendo uma infância e adolescência de grande pobreza, chegando a ficar sem roupa, sem comida e sem cama para dormir. Acabou sendo apoiado por Dom Mateus de Abreu Pereira e, ainda jovem, foi nomeado sacristão da Catedral da Sé.

### Bibliotecário e padre
Foi ordenado padre em 7 de abril de 1821. Por ocasião da criação dos cursos jurídicos no Império, matriculou-se em 1828 no 1.º ano da Academia de São Paulo, formado bacharel em 1832. Durante seus estudos, visando se manter dignamente, trabalhou, além dos serviços religiosos, como fiscal da Câmara e como bibliotecário da Biblioteca Pública de São Paulo, onde fez um importante e minucioso trabalho de catálogo e categorização. Nessa mesma época, foi eleito para o Conselho Geral da Província de São Paulo.

### Episcopado

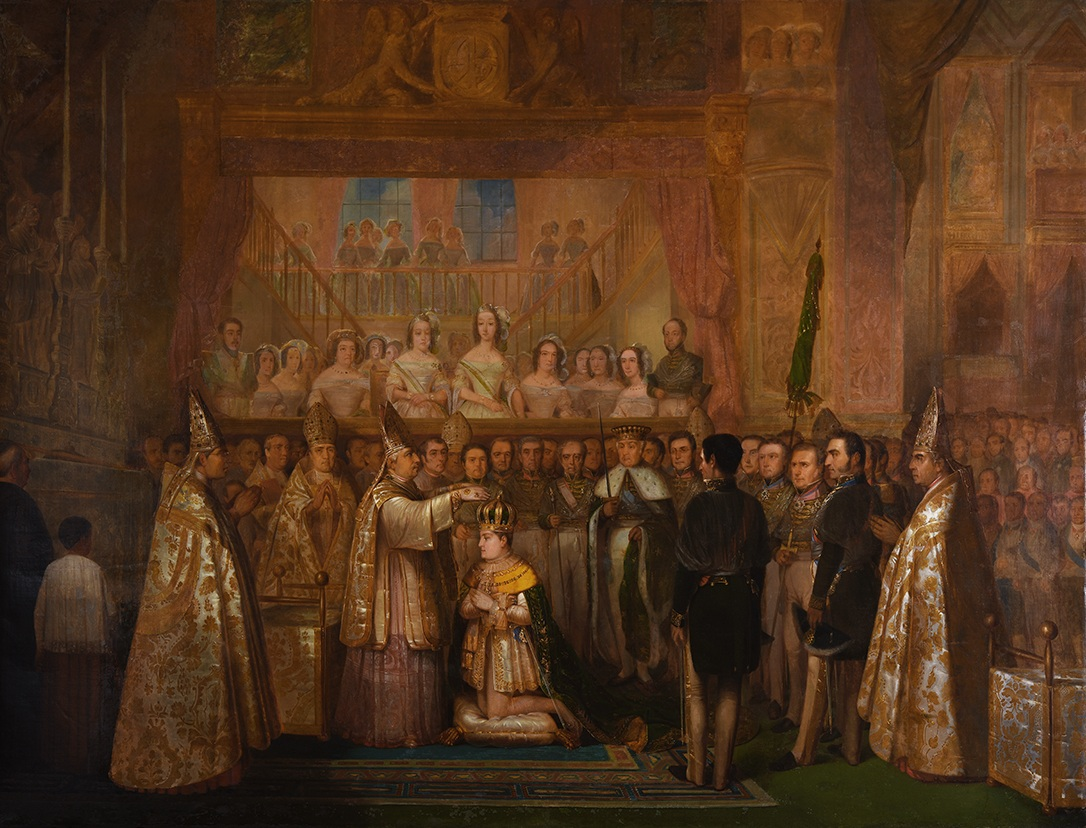
Sagração e coroação de d. Pedro II em 18 de julho de 1841, obra de François-René Moreaux de 1842. Dom José Antônio dos Reis é o primeiro prelado à esquerda, à direita do faldistório, atrás do sagrante do Imperador, Dom Romualdo Antônio de Seixas, Primaz do Brasil, de perfil. Óleo sobre tela, Museu Imperial.

Ainda estudante de Direito e bibliotecário, foi nomeado pela Regência Trina em nome do Imperador Dom Pedro II como bispo de Cuiabá, em 27 de agosto de 1831. Foi enviada a apresentação à Santa Sé em 7 de janeiro de 1832 e o Papa Gregório XVI o confirmou em 2 de julho, sendo consagrado na Catedral da Sé, em 8 de dezembro do mesmo ano, por Dom Manuel Joaquim Gonçalves de Andrade, bispo de São Paulo.
Tomou posse da Diocese por meio de procuração ao cônego José da Silva Guimarães em 2 de junho de 1833. Por conta de sua nova função, demitiu-se da Biblioteca e partiu para Cuiabá, onde chegou em 27 de novembro de 1833. Apesar de já estar longe, foi eleito deputado nas 3ª e 4ª Legislaturas do Império.
Durante sua prelazia, atuou como o pacificador na Rusga, conflito estabelecido entre colonizadores portugueses e nativos de Cuiabá, salvando inúmeras vidas na luta armada entre 1833 e 1834; saía nas ruas carregando um grande crucifixo. Esteve presente na coroação de Dom Pedro II do Brasil, na Capela Imperial da Corte, no dia 18 de julho de 1841.
Foi o primeiro bacharel em Direito formado no Brasil a ser elevado ao episcopado, e por sua formação, imprimiu um tom conciliador durante sua prelazia. Foi o fundador do Seminário da Conceição, em 1858, criando seus primeiros estatutos e reforçando, junto aos párocos locais, a necessidade de melhorar a qualidade de seus conhecimentos, tanto em filosofia, como em teologia dogmática e latim.
Durante a eclosão da Guerra do Paraguai, sua jurisdição eclesiástica foi afetada sobremaneira, com combates se desenrolando nas paróquias ao sul da Diocese. Em 1864, era o decano entre os bispos no Império. Durante o surto de varíola em 1867, transformou a casa paroquial e o Seminário em hospitais, além de acompanhar e realizar diversas extrema-unções.
Foi um abolicionista, tendo inclusive trocado correspondência com o então ministro da Agricultura, Teodoro Machado Freire Pereira da Silva, sobre a Lei do Ventre Livre. Participou de uma cerimônia de concessão de liberdade a 62 escravos, em 29 de março de 1872. Foi agraciado com a Imperial Ordem  de Cristo.
Faleceu em Cuiabá em 11 de outubro de 1876, após 44 anos de episcopado, e foi sepultado na cripta da Catedral Metropolitana Basílica do Senhor Bom Jesus.

#### Ordenações episcopais
Dom José Antônio dos Reis foi o principal consagrante dos seguintes prelados:
- Francisco Ferreira de Azevedo, bispo de Goiás (1833)
- Manuel do Monte Rodrigues de Araújo, bispo de São Sebastião do Rio de Janeiro (1840)
- Basilio Antonio López, bispo de Assunção do Paraguai (1845)
- Marco Antonio Maiz, bispo-auxiliar de Assunção do Paraguai (1845)

## Homenagens
Dom José Antônio dos Reis é o patrono da Cadeira nº 9 da Academia Mato-Grossense de Letras. Também empresta seu nome a uma rua em São Paulo e a uma praça em Cuiabá.